# Lignite (Dakota del Norte)
Lignite es una ciudad ubicada en el condado de Burke en el estado estadounidense de Dakota del Norte. En el censo de 2010 tenía una población de 155 habitantes y una densidad poblacional de 424,44 personas por km².

## Geografía
Lignite se encuentra ubicada en las coordenadas 48°52′39″N 102°33′52″O / 48.87750, -102.56444. Según la Oficina del Censo de los Estados Unidos, Lignite tiene una superficie total de 0.37 km², de la cual 0.37 km² corresponden a tierra firme y (0%) 0 km² es agua.

## Demografía
Según el censo de 2010, había 155 personas residiendo en Lignite. La densidad de población era de 424,44 hab./km². De los 155 habitantes, Lignite estaba compuesto por el 96.13% blancos, el 0% eran afroamericanos, el 2.58% eran amerindios, el 0.65% eran asiáticos, el 0% eran isleños del Pacífico, el 0% eran de otras razas y el 0.65% pertenecían a dos o más razas. Del total de la población el 4.52% eran hispanos o latinos de cualquier raza.